# Green River, Utah
För floden som rinner genom Wyoming, Colorado och Utah, se Green River (biflod till Coloradofloden). För övriga betydelser, se Green River.
Green River är en stad i Utah i USA, belägen i östra delen av Emery County. Den hade 952 invånare vid 2010 års folkräkning. Staden har sitt namn efter floden Green River, som även fått ge namn åt den större staden Green River, Wyoming längre uppströms.
Staden har en järnvägsstation som trafikeras av Amtrak på den interkontinentala passagerarlinjen Chicago Zephyr, mellan Chicago och Emeryville nära San Francisco.